# Fablok 101D
Uzasadnienie:  Artykuł opisuje lokomotywy typu 101D będące typem pochodnym od typu 6D 
SP42 (typ 101D) – normalnotorowa pasażerska lokomotywa spalinowa produkcji polskiej. Spalinowóz serii SP42 był produkowany w Zakładach Fablok w Chrzanowie w latach 1967–1978 jako modyfikacja lokomotywy serii SM42, wyposażona w zabudowany kocioł parowy do ogrzewania pasażerskich składów wagonowych. Łącznie wyprodukowano i dostarczono dla PKP 268 egzemplarzy tej serii. 
Jeden z dwóch zdatnych do jazdy egzemplarzy tej serii należy do Skansenu w Chabówce, a drugi (SP42-001) do Klub Sympatyków kolei we Wrocławiu. W marcu 2024 roku lokomotywa została zaprezentowana na wystawie taboru we Wrocławiu-Leśnicy jako wyremontowana i w pełni sprawna do jazdy maszyna.
Wszystkie lokomotywy serii SP42, których nie przemianowano na serię SU42 (czyli zdecydowana większość wszystkich egzemplarzy tej serii) zostały zezłomowane w latach 2010–2012 na terenie lokomotywowni Szczecin Port Centralny.

## Przeznaczenie
Podstawowym przeznaczeniem SP42 było prowadzenie lekkich pociągów pasażerskich na niezelektryfikowanych liniach regionalnych. Pojazdy były także wykorzystywane podczas prac manewrowych. 

Z uwagi na niewielką moc silnika a8C22 i tylko jeden stopień bocznikowania silników trakcyjnych masa składu prowadzonego przez SP42 zasadniczo nie przekraczała 200 ton, przy zachowaniu zadowalających parametrów rozruchu.

## Eksploatacja

### PKP/PKP Cargo
Seria SP42 od początku eksploatacji stacjonowała m.in. w lokomotywowniach Grudziądz, Chojnice, Szczecin, Jelenia Góra, Nysa, Legnica. Najpopularniejszymi odcinkami codziennej eksploatacji spalinowozów SP42 były: Szczecinek-Chojnice-Tczew, Stargard Szczeciński-Kalisz Pom.-Wałcz-Piła, Laskowice-Grudziądz-Jabłonowo Pom., Lębork-Kartuzy, Racibórz-Głubczyce-Racławice Śl. Nysa-Opole/Brzeg, Jelenia Góra-Karpacz.
1 marca 1988 roku lokomotywa SP42-113 prowadząca pociąg pasażerski nr 7713 relacji Ostrów Wielkopolski - Leszno nie została zatrzymana przed semaforem wskazującym sygnał "stój", w wyniku czego doszło do czołowego zderzenia z drugą lokomotywą SP42-261. W wyniku wypadku z dniem 31 maja 1988 roku obie lokomotywy zostały skreślone ze stanu PKP, a następnie sprzedane ZNTK Bydgoszcz, a następnie po odbudowie przenumerowane na serię SM42 dla zakładu i prywatnego przewoźnika.
24 listopada 1991 roku lokomotywa SP42-081 uległa pożarowi, w wyniku nieopłacalności naprawy 29 stycznia 1992 roku pojazd został skreślony ze stanu, a następnie zezłomowany. 
Wraz z likwidacją przez PKP w latach 90. XX wieku połączeń lokalnych na liniach niezelektryfikowanych oraz zastępowanie w ruchu regionalnym klasycznych składów pociągów autobusami szynowymi posiadanie na inwentarzu lokomotyw SP42 okazało się zbędne. W późniejszych latach liczba sprawnych lokomotyw SP42 zaczęła gwałtownie spadać. W 1993 roku dwie lokomotywy SP42 o numerach 249 i 263 zostały przenumerowane na serię SM42 otrzymując numery 011 i 012 w miejsce wcześniej skreślonych maszyn. W listopadzie 1999 roku za pośrednictwem ZNTK Nowy Sącz rozpoczęto modernizacje lokomotyw serii SP42, począwszy od gdyńskiej SP42-085, w której wymieniono kocioł parowy WB-5 na agregat prądotwórczy. Zastosowano silnik wysokoprężny Caterpillar typu CAT3208 o mocy 180 kW napędzający trójfazową prądnicę synchroniczną z układem prostownikowym dostarczającą prąd o napięciu 3 kV do ogrzewania wagonów. Lokomotywa otrzymała nowe oznaczenie SU42-501. Pod koniec 1999 roku przebudowana została również wrocławska SP42-049 na SU42-502, a w 2000 roku na serię SU42 przebudowano 38 lokomotyw serii SP42.
W 2007 roku praktycznie jedynym połączeniem, gdzie były eksploatowane SP42 w ruchu pasażerskim, był odcinek Skarżysko Kamienna-Tomaszów Mazowiecki. Zakład Taboru w Skarżysku Kamiennej był lokomotywownią, do której przez ostatnie lata trafiały sprawne SP42 z zakładów taboru, gdzie na skutek malejącej liczby uruchamianych pociągów lub zakupu autobusów szynowych, przestały być potrzebne.

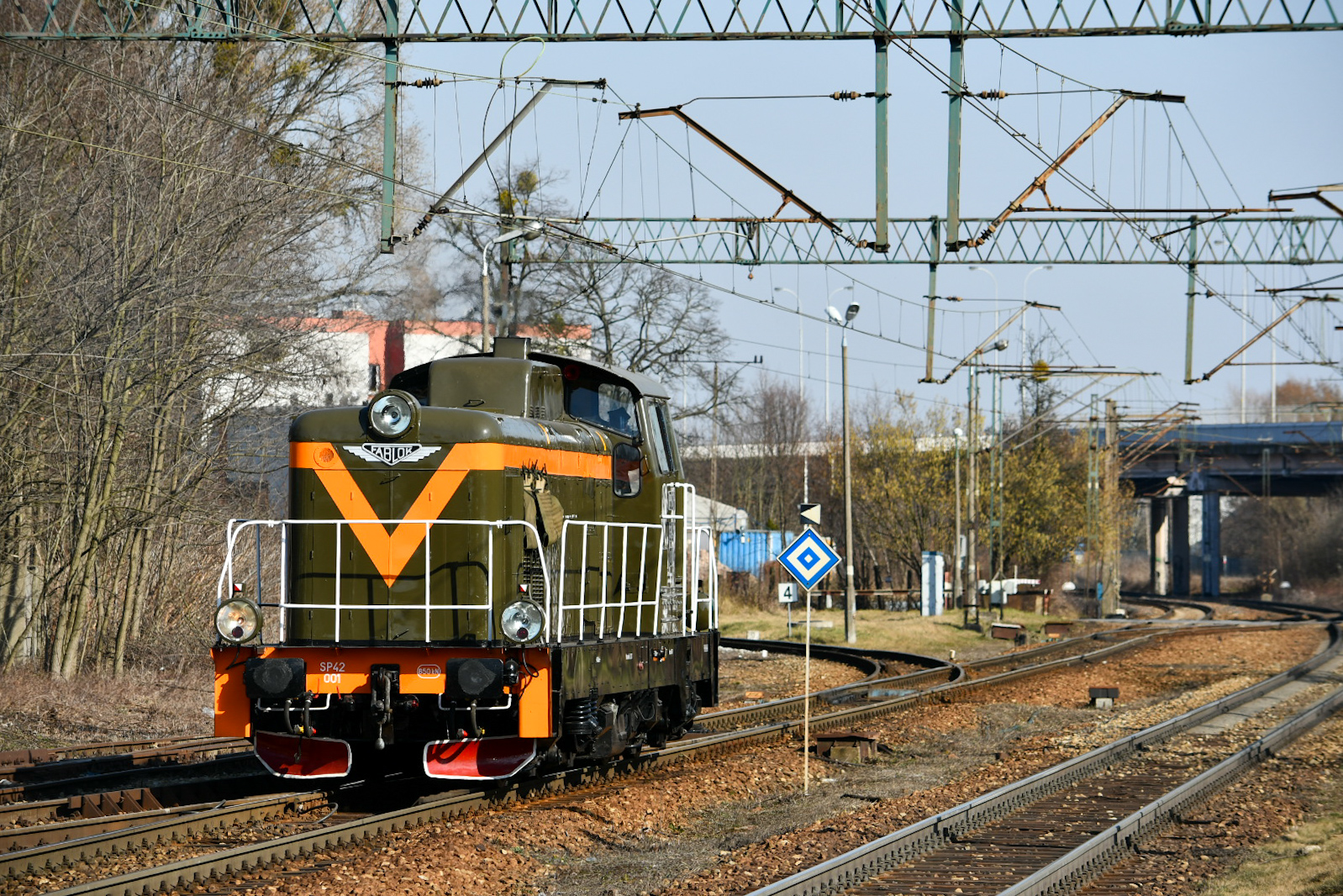
SP42-001 Klubu Sympatyków Kolei na stacji Wrocław Psie Pole.

W dniu 27 września 2008 roku Stowarzyszenie Miłośników Kolei w Krakowie zorganizowało pożegnalną imprezę pociągiem specjalnym na trasie ze Skarżyska Kamiennej do Tomaszowa Mazowieckiego. Pociąg poprowadziła lokomotywa SP42-007, ostatni egzemplarz tej serii ze sprawnym kotłem ogrzewczym. Obecnie sprawne technicznie są dwie lokomotywy typu 101D. SP42-001 Klubu Sympatyków Kolei we Wrocławiu oraz SP42-260 należąca do Skansenu w Chabówce, jednakże dopuszczenie do ruchu posiada jedynie egzemplarz o numerze 001. 

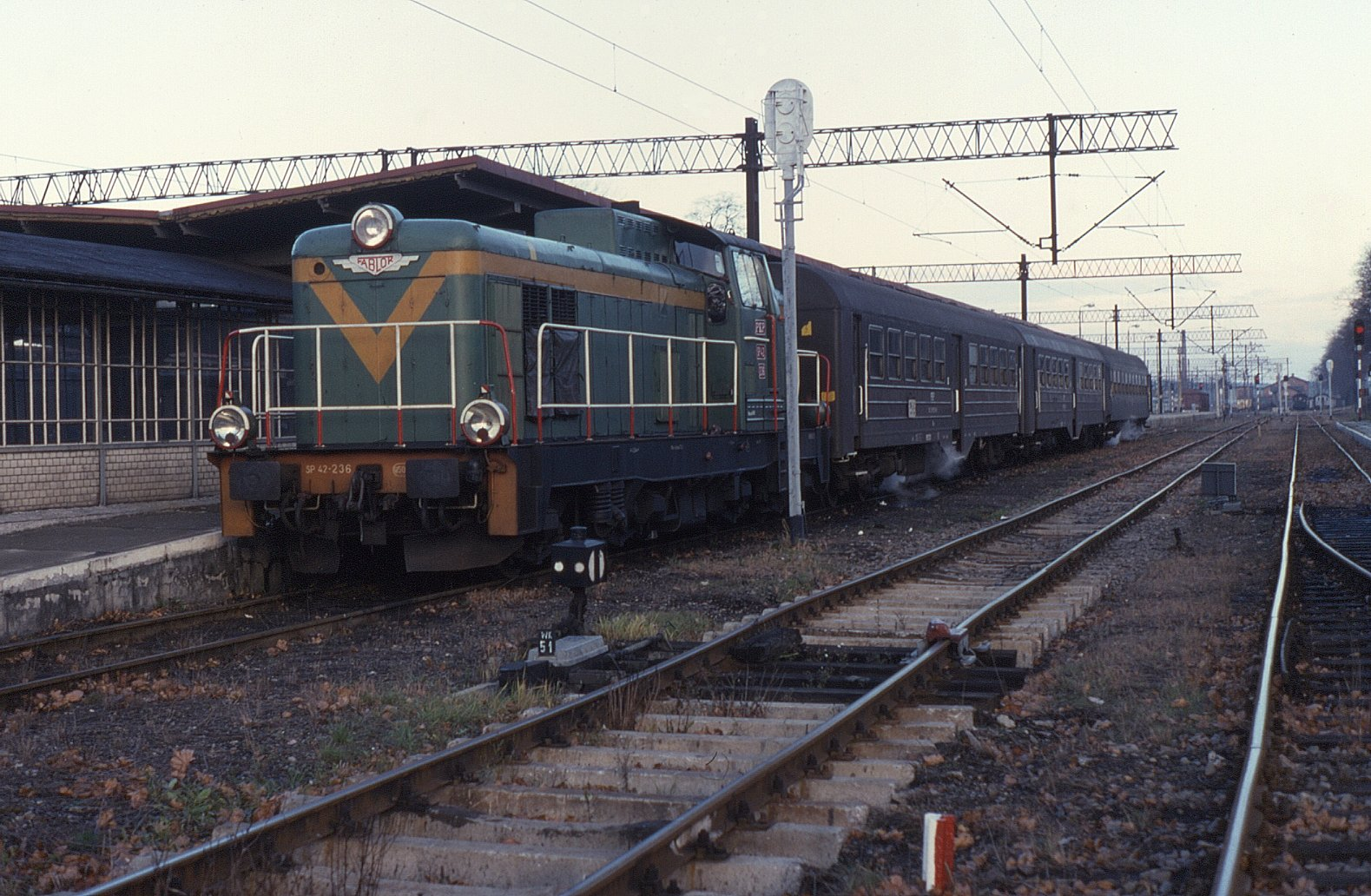
Lokomotywa spalinowa SP42-236

### Orion Kolej
Po wycofaniu maszyn z eksploatacji przez PKP Cargo w 2010 roku trzy lokomotywy serii SP42 o numerach: 109, 172 i 173 zostały zakupione przez Orion Kolej, a następnie dwie pierwsze po wykonanych naprawach otrzymały serię Ls800 wraz z numerami fabrycznymi. W marcu 2015 roku SP42-173 została przebudowana na serię 6Dm-01.

## Modernizacja
Kłopoty obsługowe kotła parowego i coraz mniejsza liczba wagonów pasażerskich przystosowanych do tego systemu ogrzewania sprawiły konieczność przeprowadzenia modernizacji lokomotyw. Począwszy od 1999 roku 40 egzemplarzy lokomotyw serii SP42 przeszło modernizację w ZNTK w Nowym Sączu. Modernizacja polegała na wymianie kotła parowego WB-5 na agregat prądotwórczy. Zastosowano silnik wysokoprężny Caterpillar typu CAT3208 o mocy 180kW napędzający trójfazową prądnicę synchroniczną z układem prostownikowym dostarczającą prąd o napięciu 3kV do ogrzewania wagonów. Zmodernizowane lokomotywy otrzymały nowe oznaczenie serii SU42 z numerami inwentarzowymi 501-540.